# نورالدين سام
نور الدين بلأحميدش سام (مواليد 25 مارس 1982 بتولوز) لاعب كرة قدم جزائري.

## مشواره مع النوادي
تلقى تكوينه لمدة 6 سنوات في أكاديمية نادي ستراسبورغ قبل أن يظهر سام لأول مرة مع الفريق الأول نادي ستراسبورغ، حيث تعادل بـ 0-0 ضد نادي أجاكسيو في الأسبوع الأخير من موسم 2002-2003 من الدوري الفرنسي. في عام 2005 ، ترك سام النادي لينضم إلى إف سي لوتزيرن الذي كان يلعب في دوري التحدي السويسري . ساعد الفريق في الفوز باللقب في عام 2006 والصعود إلى دوري الدرجة الأولى السويسري. ومع ذلك ، تم إسقاطه إلى الفريق الاحتياطي لموسم 2007 وأنهى تعاقده مع النادي في ديسمبر 2007. سرعان ما تلقى عرضًا من نيا سلاميس فاماغوستا ووقع عقدًا لمدة عامين ونصف.

## مشواره دولي
لعب سام مباراتين للمنتخب الجزائري تحت 23 سنة 2003 ضد تونس وليبيا.

## الحياة الشخصية
على الرغم من أن سام ولد في فرنسا ، إلا أن سام أصله من مستغانم بالجزائر .

## روابط خارجية
- نورالدين سام على موقع رابطة كرة القدم الفرنسية للمحترفين (الإنجليزية)
- نورالدين سام على موقع قاعدة بيانات كرة القدم.إي يو (الإنجليزية)
- نورالدين سام على موقع Soccerway.com (الإنجليزية)